# Chapelle Saint-Georges de Lunas
Pour les articles homonymes, voir Chapelle Saint-Georges.
La chapelle Saint-Georges de Lunas en partie ruinée, est une église catholique de style pré-roman située à Lunas, dans le département français de l'Hérault et la région Occitanie.
Cette chapelle constitue, avec les chapelles Saint-Martin-de-Fenollar, Saint-Jérôme d'Argelès, Saint-Michel de Sournia, Saint-Laurent de Moussan, Saint-Nazaire de Roujan et Saint-Pierre de Léneyrac à Ceyras, un témoin de l'architecture préromane de tradition wisigothique, en Septimanie, région qui correspond aux actuelles régions du Roussillon et du Languedoc qui ont fait partie intégrante du royaume wisigothique de Toulouse (419-507) et du royaume wisigothique de Tolède (507-711),.

## Localisation
La chapelle est située à quelques centaines de mètres à l'est de Lunas, le long du chemin de Saint-Georges, dans la vallée du Ruisseau de Saint Georges.

## Historique
Le lieu où été construite la chapelle a fourni des vestiges gallo-romains à ses abords, ce qui permet de supposer que ce lieu était habité.
La chapelle est une église préromane de tradition wisigothique. Cela ferait remonter la construction au IXe siècle ou Xe siècle.
La chapelle Saint-Georges fait l'objet d’un classement au titre des monuments historiques depuis le 17 juillet 1997.

## Architecture
L'édifice est formé d’une nef unique terminée par un chevet carré éclairé par de très étroites fenêtres. L'arc triomphal est outrepassé, supporté par deux colonnes de marbre dont une est d’origine gallo-romaine. Le chevet plat et cette forme d'arc permettent de d'affirmer que l'église a été construite à une période pré-romane.

## Galerie

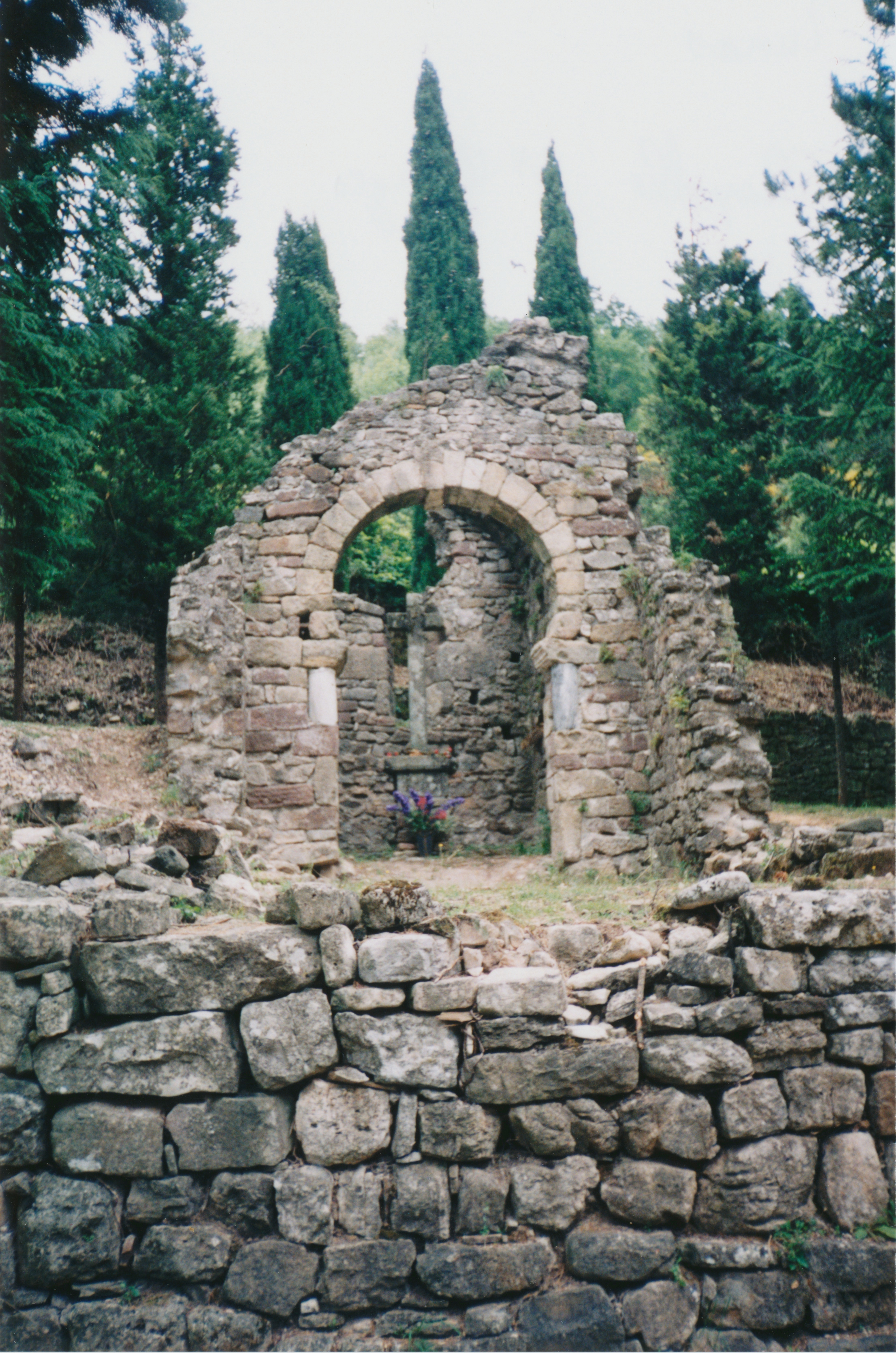
Vue générale.
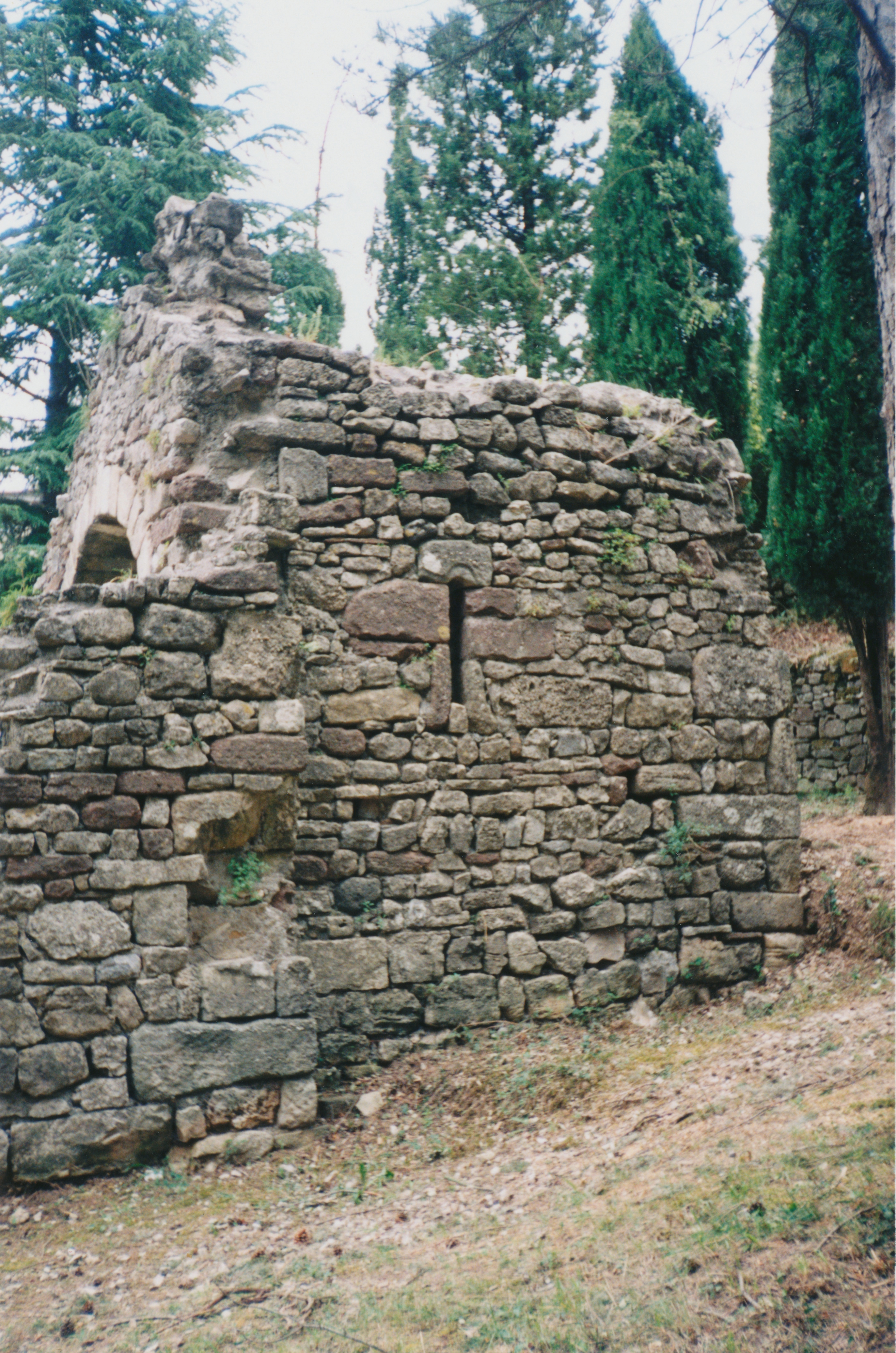
Abside.
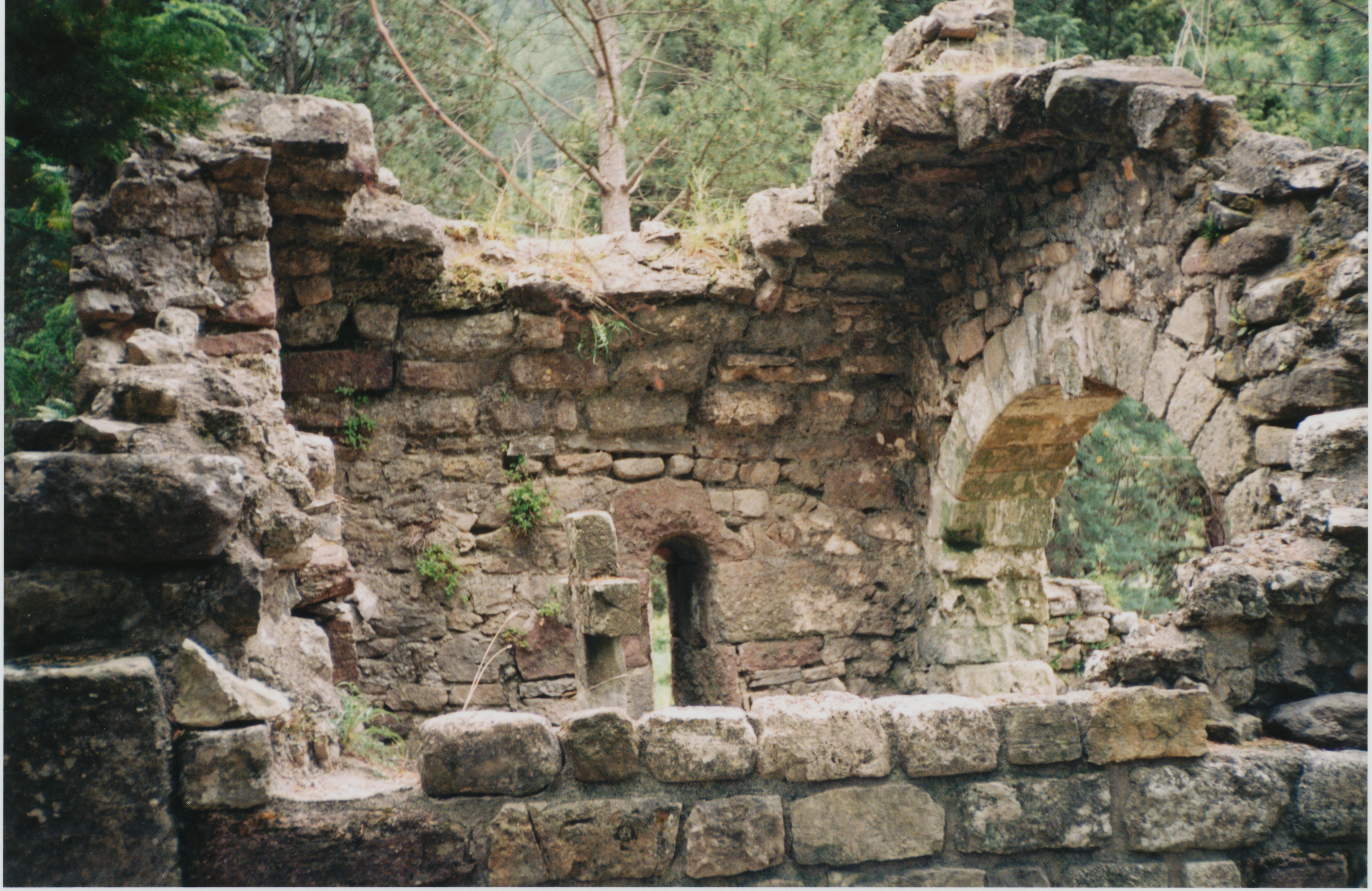
Chœur.
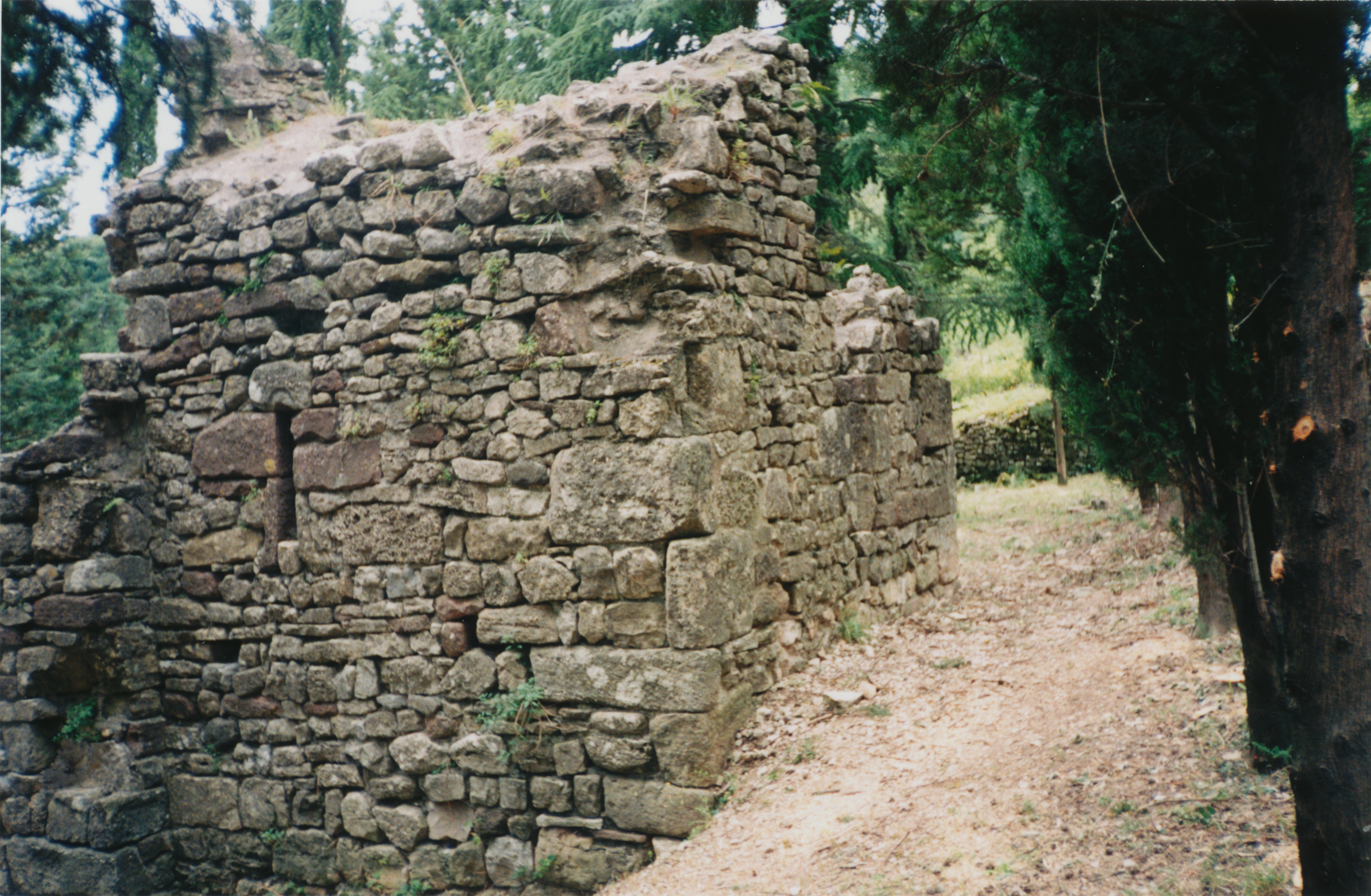
Chevet plat.
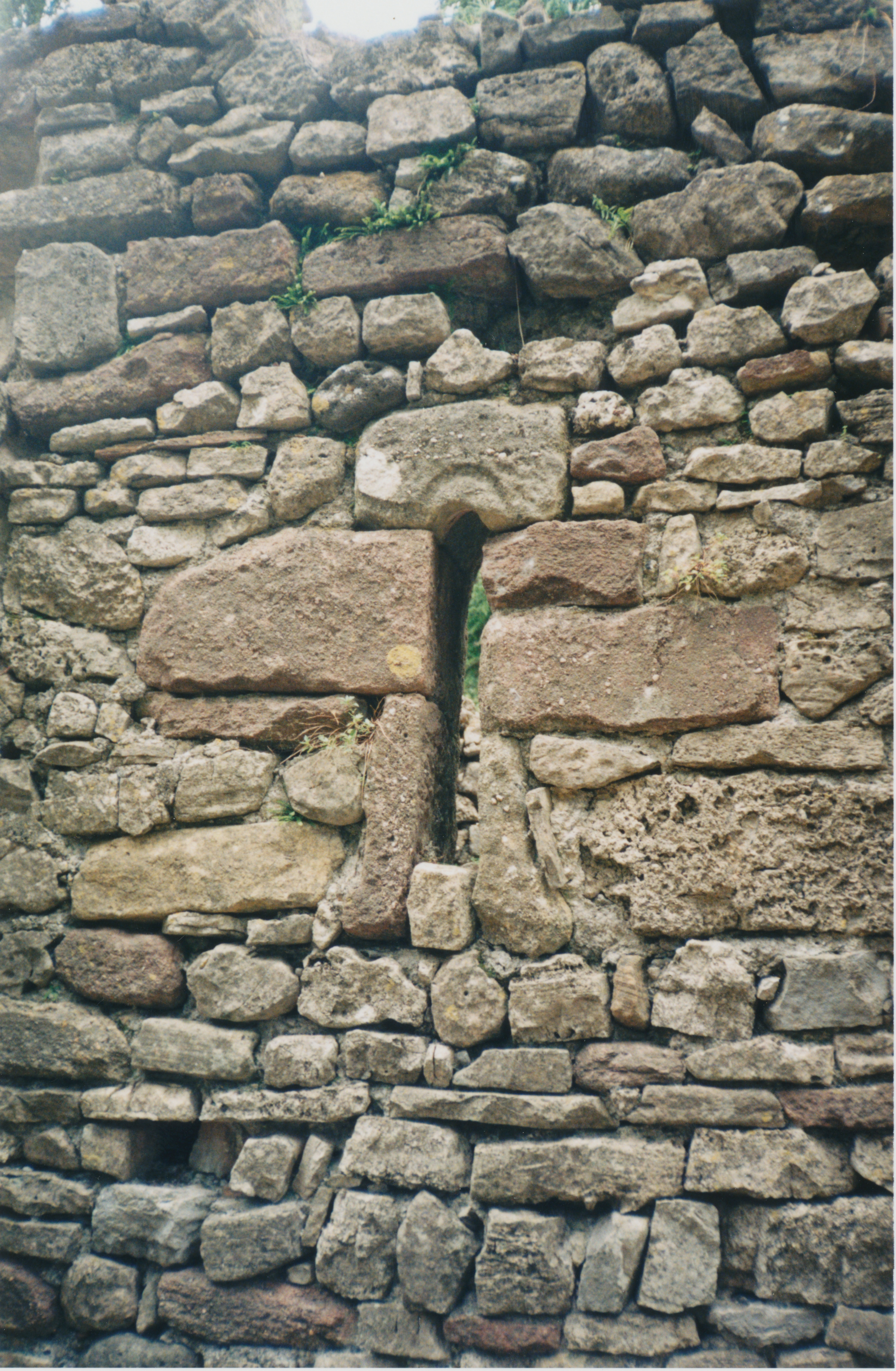
Fenêtre.